# Ernest Durkalec

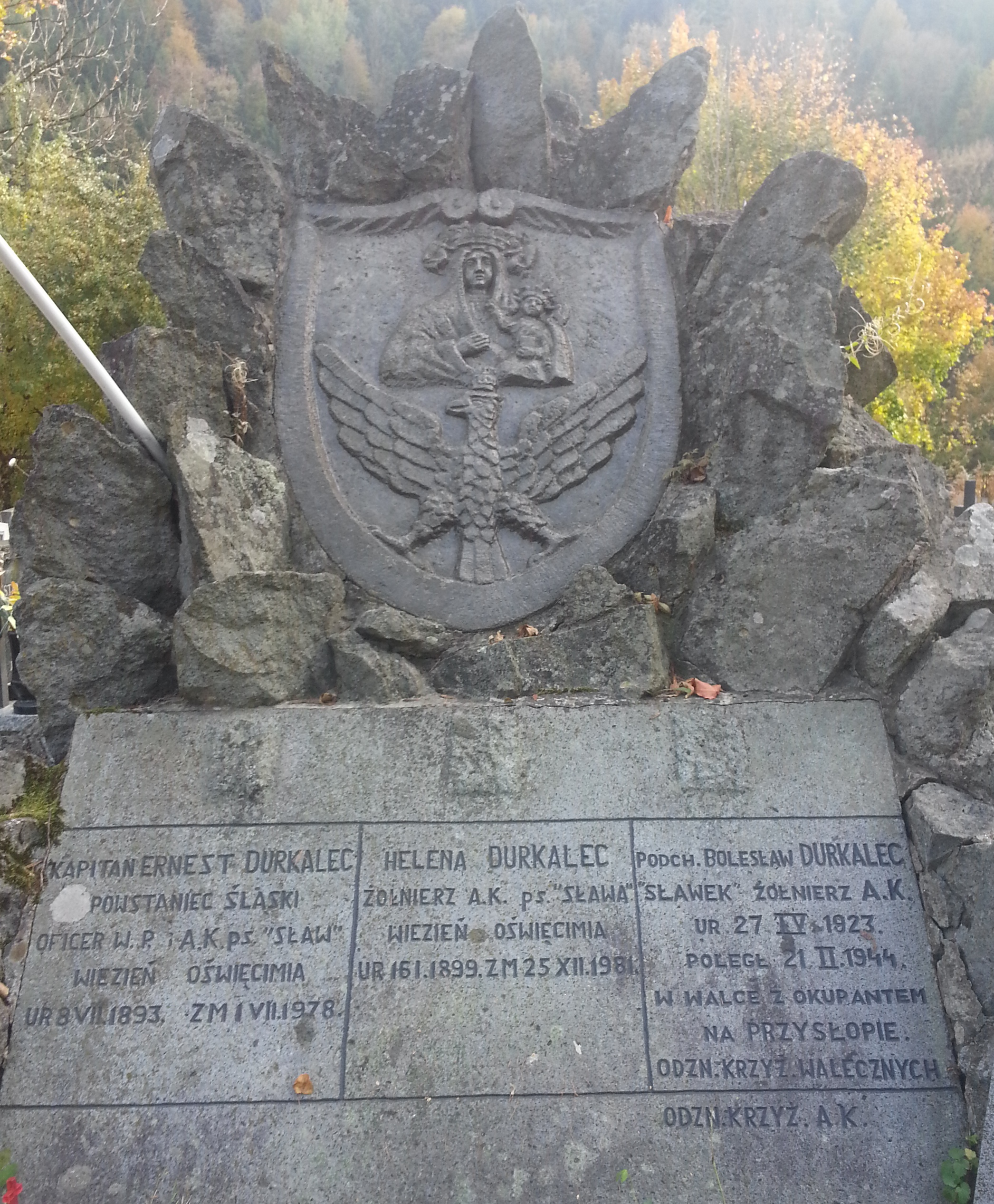
Grobowiec rodziny Durkalców w Szczawnicy

Ernest Michał Durkalec ps. Sław (ur. 8 grudnia 1893 w Jarosławiu, zm. 1 lipca 1978 w Szczawnicy) – powstaniec śląski, kapitan Wojska Polskiego, uczestnik kampanii wrześniowej, żołnierz Armii Krajowej, więzień niemieckich obozów koncentracyjnych.

## Życiorys
Ernest Durkalec był oficerem w c. i k. Armii i powstańcem śląskim, a następnie oficerem Wojska Polskiego.
3 maja 1922 roku został zweryfikowany w stopniu kapitana ze starszeństwem z 1 czerwca 1919 roku i z 966. lokatą w korpusie oficerów piechoty. Obok stopnia wojskowego przysługiwał mu wówczas tytuł „adiutant sztabowy”, a jego oddziałem macierzystym był 14 pułk piechoty we Włocławku. W 1923 roku pełnił służbę w Dowództwie 24 Dywizji Piechoty w Jarosławiu na stanowisku oficera sztabu dowódcy piechoty dywizyjnej, pozostając oficerem nadetatowym 38 pułku piechoty w Przemyślu. W 1938 roku, jako oficer stanu spoczynku został odznaczony Srebrnym Krzyżem Zasługi „za całokształt zasług w służbie wojskowej”.
W czasie II wojny światowej walczył w kampanii wrześniowej. 
Został aresztowany przez Gestapo i więziony w Palace, a następnie wysłany do obozu koncentracyjnego Auschwitz-Birkenau (nr obozowy 25924). Z obozu został zwolniony 14 lipca 1943 roku.
Od 1943 roku wraz z żoną Heleną (ps. Sława) prowadził schronisko na Lubaniu. W schronisku ukrywały się osoby poszukiwane przez Niemców. Było też bazą i szpitalem polowym (prowadzonym przez Artura Wernera) dla partyzantów aż do 25 września 1944 roku, kiedy to po niemieckiej obławie zostało spalone. Durkalcowie zostali aresztowani. Ernest po pobycie w więzieniu na Montelupich w Krakowie został wywieziony do obozu koncentracyjnego Gross-Rosen, a jego żona Helena trafiła od obozu koncentracyjnego w Ravensbrück.
Dowódca Grupy Operacyjnej  „Śląsk Cieszyński” rozkazem dziennym z dnia 20 stycznia 1945 roku nadał Sławowi srebrny Krzyż Zasługi z Mieczami za ofiarną i pełną poświęcenia pracę dla dobra Polski.
Po wojnie Durkalcowie mieszkali w Krakowie i Szczawnicy. Należeli do koła Związku Bojowników o Wolność i Demokrację w Szczawnicy. 
Ernest Durkalec zmarł w 1978 roku. Pochowany jest na cmentarzu parafialnym w Szczawnicy we wspólnej mogile wraz z żoną i synem Bolesławem (ps. Sławek, żołnierzem Oddziału Partyzanckiego AK „Wilk”, który zginął 21 lutego 1944 roku w walce z Niemcami na Przysłopie).

## Odznaczenia
- Krzyż Kawalerski Orderu Odrodzenia Polski (28.06.1967),
- Srebrny Krzyż Zasługi z Mieczami (20.01.1945),
- Srebrny Krzyż Zasługi (1938)
- Medal Niepodległości (1932)[8]
- Śląski Krzyż Powstańczy
- Medal Zwycięstwa i Wolności (18.12.1974)
- Odznaka Grunwaldzka (nr 49020, 22.07.1972)